# Death Race 2050
Death Race 2050  è un film del 2017 diretto da G.J. Echternkamp e prodotto da Roger Corman. Si tratta del sequel di Anno 2000 - La corsa della morte (Death Race 2000) diretto nel 1975 da Paul Bartel.

## Trama
In un futuro tanto orribile quanto dominato dalla stupidità umana, viene organizzata ogni anno una corsa automobilistica da una costa all’altra degli Stati Uniti, in cui i piloti partecipanti guadagnano punti quando investono i pedoni che si parano loro davanti lungo il tracciato.

## Distribuzione
Il film è uscito il 17 gennaio 2017 solo per il mercato home video, ovvero in DVD e in Blu-ray. Il film è stato distribuito in Italia direttamente in home video il 25 gennaio 2017 dalla Universal.